# بوليمر حيوي
البوليمرات الحيوية

في بنية الحمض النووي هو زوج من البوليمرات الحيوية، عديد النوكليوتيد، وتشكيل الحلزون المزدوج

أو بوليمرات حيوية بولي استرات هي البوليمرات التي تنتجها الكائنات الحية. وبعبارة أخرى، فهي جزيئات حيوية بوليمرية. تحتوي البوليمرات الحيوية على وحدات مونومرية مرتبطة بشكل تساهمي لتشكيل بنى أكبر. توجد ثلاث فئات رئيسية من البوليمرات الحيوية، مصنفة حسب الوحدات الأحادية المستخدمة وهيكل البوليمر الحيوي المكون:عديد النوكليوتيد (حمض نووي ريبوزي وحمض نووي ريبوزي منقوص الأكسجين)، وهما بوليميرات طويلة تتكون من 13 مونومرات نيوكليوتيدية أو أكثر ؛ متعدد الببتيد، وهي عبارة عن بوليمرات قصيرة من الأحماض الأمينية ؛ وعديدات السكريات، التي غالباً ما تكون تراكيب كربوهيدراتية بوليمرية خطية. أمثلة أخرى من البوليمرات الحيوية تشمل المطاط سوبرين،الميلانين والليغنين.
السليلوز هو المركب العضوي الأكثر شيوعا والبوليمر الحيوي على الأرض. حوالي 33 في المئة من جميع المواد النباتية هي السليلوز. محتوى السليلوز من القطن هو 90 في المئة، بالنسبة للخشب هو 50 في المئة.

## مقابل البوليمرات الاصطناعية
يمكن العثور على اختلاف رئيسي بين البوليمرات الحيوية والبوليمرات التركيبية في هياكلها. جميع البوليمرات مصنوعة من وحدات متكررة تسمى المونومرات. وغالبا ما يكون البوليمرات الحيوية بنية واضحة المعالم، رغم أن هذا ليس تعريف مميز (مثال: مادة الخشب): التركيب الكيميائي الدقيق والتسلسل الذي يتم ترتيب هذه الوحدات ما يسمى الهيكل الأساسي، في حالة من البروتينات. العديد من البوليمرات الحيوية أضعاف من تلقاء أنفسهم إلى أشكال التعاقد المميزة، التي تحدد الوظائف البيولوجية وتعتمد بطريقة معقدة على الهياكل الأساسية. علم الأحياء البنيوي هو دراسة الخصائص الهيكلية للبوليمرات الحيوية, وعلى النقيض من ذلك، فإن معظم البوليمرات الاصطناعية لها هياكل أبسط وأكثر عشوائية. هذه الحقيقة تؤدي إلى توزيع كتلة جزيئية مفقودة في البوليمرات الحيوية. في الواقع، كما يتم التحكم التوليف من خلال عملية الموجهة القالب في معظم النظم الجسم الحي، كل البوليمرات الحيوية من نوع (مثلا بروتين معين واحد) كلها على حد سواء: أنها جميعا تحتوي على تسلسل وأعداد مماثلة من المونومرات وبالتالي جميعهم لهم نفس الكتلة. وتسمى هذه الظاهرة بالأحادي التشتيت على عكسمتعدد التشتيت، التي تواجهها في البوليمرات الاصطناعية. ونتيجة لذلك، تحتوي البوليمرات الحيوية على معامل متعدد التشتيت من 1.

## الاتفاقيات والتسميات

### متعدد الببتيد
إن اصطلاح عديد الببتيد هو أن يسرد بقايا الأحماض الأمينية المكونة لها عند حدوثها من نهاية الحمض الأميني إلى نهاية حمض الكربوكسيليك. إن بقايا الأحماض الأمينية مرتبطة دائمًا برابطة ببتيدية. بروتين، على الرغم من استخدامه بالعامية للإشارة إلى أي بولي ببتيد، يشير إلى أشكال أكبر أو وظيفية بالكامل ويمكن أن تتكون من عدة سلاسل بولي ببتيد وكذلك سلاسل واحدة. يمكن أيضا تعديل البروتينات لتشمل مكونات غير الببتيد، مثلالسكريات والدهون.

### أحماض نووية
إن الترتيب لتسلسل الحمض النووي هو سرد النوكليوتيدات عند حدوثها من نهاية 5 'إلى نهاية 3' من سلسلة البوليمر، حيث يشير 5 و 3 'إلى ترقيم الكربونات حول حلقة الريبوز التي تشارك في تشكيل روابط ديستر الفوسفات للسلسلة. يسمى هذا التسلسل الهيكل الأساسي للالبوليمر الحيوي.

### السكريات
غالبا ما تكون البوليمرات الحيوية المستندة إلى السكر صعبة فيما يتعلق بالاتفاقية. البوليمرات السكرية يمكن أن تكون خطية أو متفرعة، وعادة ما تكون مرتبطة مع روابط. رَوابِطٌ غليكُوزيدِيَّة يمكن أن يختلف الوضع الدقيق للوصلة، كما أن اتجاه المجموعات الوظيفية المرتبطة هو أمر مهم أيضًا، مما يؤدي إلى وجود روابط غليكُوزيدِيَّة ذات ترقيم نهائي لموقع ربط الكاربون في الحلقة. بالإضافة إلى ذلك، يمكن للعديد من وحدات السكريتيد الخضوع لتعديلات كيميائية مختلفة، مثل إضافة أمين، ويمكن حتى تشكيل أجزاء من جزيئات أخرى، مثل البروتينات السكرية جليكوبروتينات.

## التوصيف الهيكلي
هناك عدد من التقنيات البيوفيزيائية لتحديد معلومات التسلسل. يمكن تحديد تسلسل البروتين بواسطة تدهور إدمان، حيث يتم تحلل مخلفات الوحدة الطرفية ن من السلسلة الواحدة في كل مرة، ثم تُشتق، ثم يتم تحديدها. ويمكن أيضا استخدام تقنيات مطياف الكتلة. يمكن تحديد تسلسل الحمض النووي باستخدامالرحلان الكهربائي للهلام والفرز الكهربائي الشعري. وأخيرا، يمكن في كثير من الأحيان قياس الخواص الميكانيكية لهذه البوليمرات الحيوية باستخدام الملقط البصري أو مجهر القوة الذرية. يمكن استخدام قياس التداخل ثنائي الاستقطاب لقياس التغيرات التركيبية أو التجميع الذاتي لهذه المواد عندما يتم تحفيزها بواسطة الأس الهيدروجيني أو درجة الحرارة أو القوة الأيونية أو شركاء الربط الآخرين.

## كمواد
يمكن استخدام بعض البوليمرات الحيوية – مثل عديد حمض اللبنيك، و بروتين البرولامين الذي يحدث بشكل طبيعي، ومتعدد-3- هيدروكسي بوتيرات كدائن، لتحل محل الحاجة للبوليستيرين أو متعدد الإيثيلين القائم على البلاستيك.
يشار الآن إلى بعض أنواع البلاستيك بأنها «قابلة للتحلل» أو «قابلة للتحلل بالأكسجين» أو «قابلة للتحلل بالأشعة فوق البنفسجية». وهذا يعني أنها تتكسر عند تعرضها للضوء أو الهواء، ولكن هذه المواد البلاستيكية لا تزال تعتمد أساسًا على النفط (بنسبة 98 بالمائة) ولا يتم اعتمادها حاليًا على أنها «قابلة للتحلل البيولوجي» بموجب توجيه الاتحاد الأوروبي بشأن نفايات التعبئة والتغليف ( 94/62 / EC). سوف تتكسر البوليمرات الحيوية، وبعضها مناسب كسماد  محلي.
يتم إنتاج البوليمرات الحيوية (وتسمى أيضًا البوليمرات المتجددة) من الكتلة الحيوية لاستخدامها في صناعة التعبئة والتغليف. تأتي الكتلة الحيوية من محاصيل مثل بنجر السكر والبطاطا أو القمح: عندما تستخدم لإنتاج البوليمرات الحيوية، تصنف هذه المحاصيل كمحاصيل غير غذائية. يمكن تحويل هذه في المسارات التالية:
بنجر السكر> حمض الغليكوليك> حمض متعدد الغليكُوليك
النشا> (التخمير)> حمض اللاكتيك> متعدد حمض اللاكتيك
كتلة حيوية> (التخمير)> الإيثانول> الإيثيلين>  متعدد الإيثيلين
يمكن تصنيع العديد من أنواع التغليف من البوليمرات الحيوية: صواني الطعام، كريات النشا المنفوخة في شحن البضائع الهشة، والأغشية الرقيقة للتغليف.

### التأثيرات البيئية
يمكن أن تكون البوليمرات الحيوية مستدامة ومحايدة للكربون وتكون دائمًا متجددة، لأنها مصنوعة من مواد نباتية يمكن زراعتها إلى أجل غير مسمى. هذه المواد النباتية تأتي من المحاصيل الزراعية غير الغذائية. لذلك، فإن استخدام البوليمرات الحيوية من شأنه أن يخلق صناعة مستدامة. في المقابل، فإن المواد الأولية للبوليمرات المشتقة من البتروكيماويات ستستنفد في النهاية. بالإضافة إلى ذلك، فإن البوليمرات الحيوية لديها القدرة على تخفيضانبعاثات الكربون والحد من كميات ثاني أكسيد الكربون في الغلاف الجوي: وذلك لأن ثاني أكسيد الكربون الذي يتم إطلاقه عندما تتحلل يمكن إعادة امتصاصه من قبل المحاصيل التي تزرع لتحل محلها: وهذا يجعلها قريبة من الكربون المحايد.
البوليمرات الحيوية قابلة للتحلل الحيوي، وبعضها قابل للتحويل إلى سماد. بعض البوليمرات الحيوية قابلة للتحلل البيولوجي: فهي مقسمة إلى ثاني أكسيد الكربون والماء بواسطة الكائنات الحية الدقيقة. بعض هذه البوليمرات الحيوية القابلة للتحلل هي سماد: يمكن وضعها في عملية تصنيع السماد الصناعي، وسوف تتحلل بنسبة 90٪ في غضون ستة أشهر. يمكن تمييز البوليمرات الحيوية التي تقوم بذلك برمز سماد طبيعي "compostable"، تحت المواصفة الأوروبية EN 13432 (2000). يمكن وضع العبوة التي تحمل هذا الرمز في عمليات تصنيع الكومبوست الصناعية وسوف تتحلل في غضون ستة أشهر أو أقل. من الأمثلة على البوليمر القابل للتحويل إلى السموم هو غشاء متعدد حمض اللاكتيك (PLA ) الذي يقل سمكه عن 20 سم: الأغشية التي تكون أكثر سمكًا من تلك التي لا تؤهل لتكون سمادًا، على الرغم من أنها قابلة للتحلل الحيوي. [10] في أوروبا، يوجد معيار للسماد الطبيعي المنزلي والشعار المصاحب الذي يمكن المستهلكين من تحديد والتخلص من التغليف في كومة السماد الخاصة بهم. [9]